# Dům Král anglický
Dům Král anglický, z německého názvu König von England, někdy v českém překladu nazýván Anglický král, původního názvu Zum polnischen Sall, česky U Polského sálu, se nachází na území městské památkové zóny v lázeňské části Karlových Varů v ulici Zámecký vrch 463/22. Současná podoba pochází z úpravy v druhé polovině 19. století. Od 23. ledna 2024 je objekt kulturní památkou.

## Historie
Dům byl postaven někdy mezi léty 1818–1823. Nejstarší písemný doklad jeho existence pochází z roku 1826. Prvním známým vlastníkem byl Josef Bernhardt ml., lahůdkář z Karlových Varů. Tehdy byl dům charakterizován jako „obytný“ a jmenoval se Zum polnischen Sall. Společenské taneční sály měly v té době v Karlových Varech velkou tradici. Jedním z nich byl i Polský sál, který nechal Josef Bernhardt v letech 1817–1820 zřídit právě ve svém domě. Místo se stalo střediskem zejména polského kulturního života.
V roce 1839 přešel objekt do majetku Josefa a Františka Tellerových a jako „hotel“, event. jako „lázeňský dům“, dostal název König von England, česky Král anglický. Tellerové byli rodem významných karlovarských hoteliérů a patřily jim mj. Královská vila, vila Shakespeare nebo dům Hygeia na Zámeckém vrchu. V 60.–70. létech 19. století prošel objekt jedinou zásadní stavební úpravou. Podle projektu z roku 1852 byla stavba navýšena o jedno podlaží a dosavadní empírově-klasicistní podoba fasád byla upravena do klasicistní podoby.
V majetku rodiny Tellerových zůstal dům až do roku 1949, kdy byl zestátněn. K lázeňským účelům ale nebyl využíván již ve dvacátých letech 20. století. Od roku 1949 zde mělo sídlo karlovarské muzeum.

## Ze současnosti
V roce 2014 byl dům Král anglický uveden v Programu regenerace Městské památkové zóny Karlovy Vary 2014–2024 v části II. (tabulková část 1–5 Přehledy) jako nevyhovující v seznamech „4. Navrhované objekty k zápisu do Ústředního seznamu nemovitých kulturních památek na území MPZ Karlovy Vary“ a „5. Památkově hodnotné objekty na území MPZ Karlovy Vary“.
V současnosti (srpen 2023) je budova evidována jako objekt občanské vybavenosti ve vlastnictví společnosti BS-VICTORIA s.r.o.
Majitel se o dům nestará a chce ho nechat zbourat. Objekt má narušenou statiku. Karlovarská radnice se snaží zabránit demolici této historické budovy na jedné z nejprestižnějších adres Karlových Varů a rozhodla se požádat o prohlášení za kulturní památku, což by zajistilo objektu ochranu. Podle sdělení regionálního archeologa, historika a někdejšího náměstka primátora Jiřího Klsáka statické poruchy objektu nemusí vést nutně k jeho demolici.

## Popis
Budova se nachází v lázeňské části Karlových Varů na adrese Zámecký vrch 463/22. Je umístěna ve svahu spadajícím ostře severovýchodním směrem do údolí řeky Teplé. Stojí v pohledově vysoce exponované poloze nad Mlýnskou kolonádou.
Jedná se o starší klasicistní dům, který byl v 60.–70. letech 19. století upraven do současné podoby. Fasádu člení vysoký pilastrový řád v toskánském řádu. Nízká valbová střecha dává stavbě podobu antikizujících neopalladiánských forem. Objekt je typickým příkladem raného historismu.
Dům má tři pohledová průčelí. Čtvrtým (severozápadním) přiléhá k vedlejšímu domu. Za hlavní průčelí lze označit to vstupní (jihozápadní), stejnou důležitost má však i průčelí protilehlé, obrácené do lázeňského centra. Dům má tři nadzemní a jedno podzemní podlaží. První podzemní podlaží však díky svažitosti terénu na severovýchodní straně vybíhá plně nad úroveň terénu a představuje přízemí. Stavba má lehce lichoběžníkový půdorys a její podélná osa probíhá ve směru severozápad–jihovýchod. Maximální délka stavby dosahuje asi 19,5 metrů, šířka objektu je přibližně 14 metrů.

## Popis památkové hodnoty
Na území Karlových Varů se jedná o jeden z posledních zachovaných pozdně klasicistních objektů s dochovaným vnějším výrazem i vnitřní dispozicí s původními prvky interiéru. Svým umístěním nad Mlýnskou kolonádou v centru lázeňské části Karlových Varů již po 200 let vytváří nad kolonádou výraznou pohledovou dominantu.
Kulturně historické hodnoty nespočívají pouze ve stáří objektu, autenticky dochované dispozici, stavebních konstrukcích a dochovaných architektonických a uměleckořemeslných prvcích, ale také v jeho hodnotě historické a ve spojení s významnými karlovarskými i zahraničními osobnostmi. V letech 1854 až 1884 zde bydlel básník a spisovatel Heinrich Laube, ředitel Dvorního divadla ve Vídni, a od roku 1876 též čestný občan města Karlovy Vary. Své zážitky z Karlových Varů popsal v šestidílné práci Cestovní novely. V letech 1874 a 1875 zde bydlel Ivan Sergejevič Turgeněv.

## Galerie

Dům Král anglický, stav 17. dubna 2023
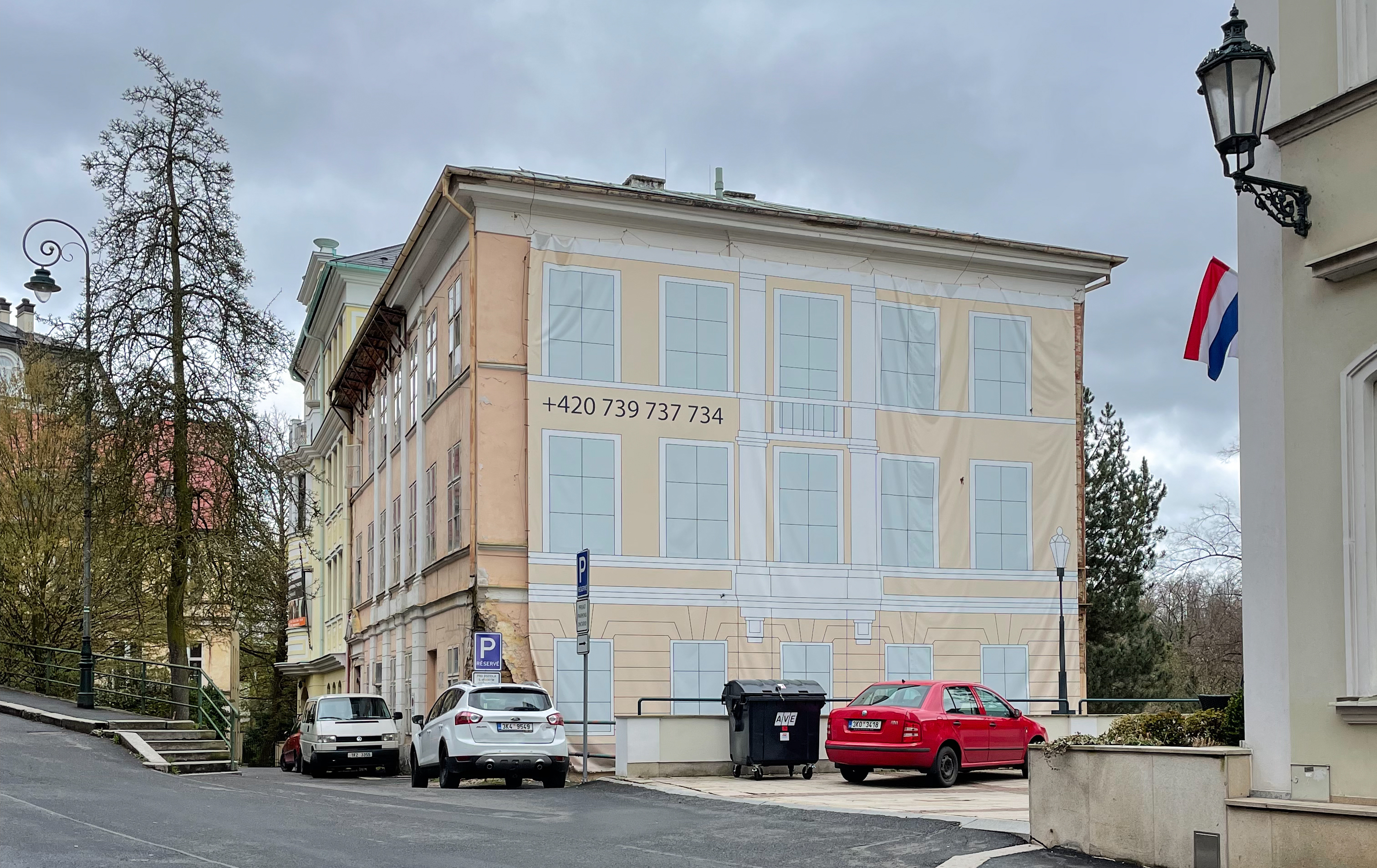
Jihovýchodní průčelí
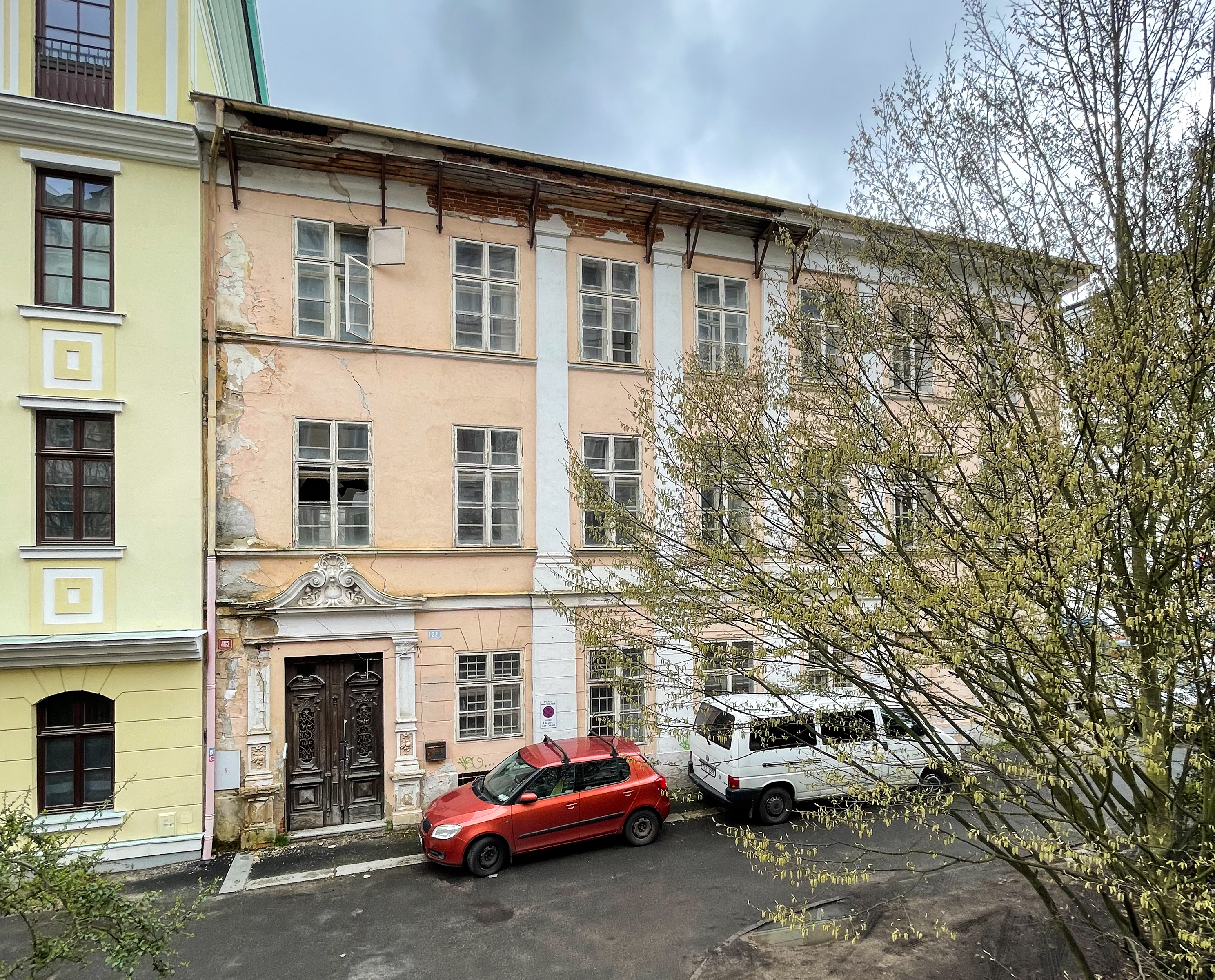
Vstupní (JZ) průčelí
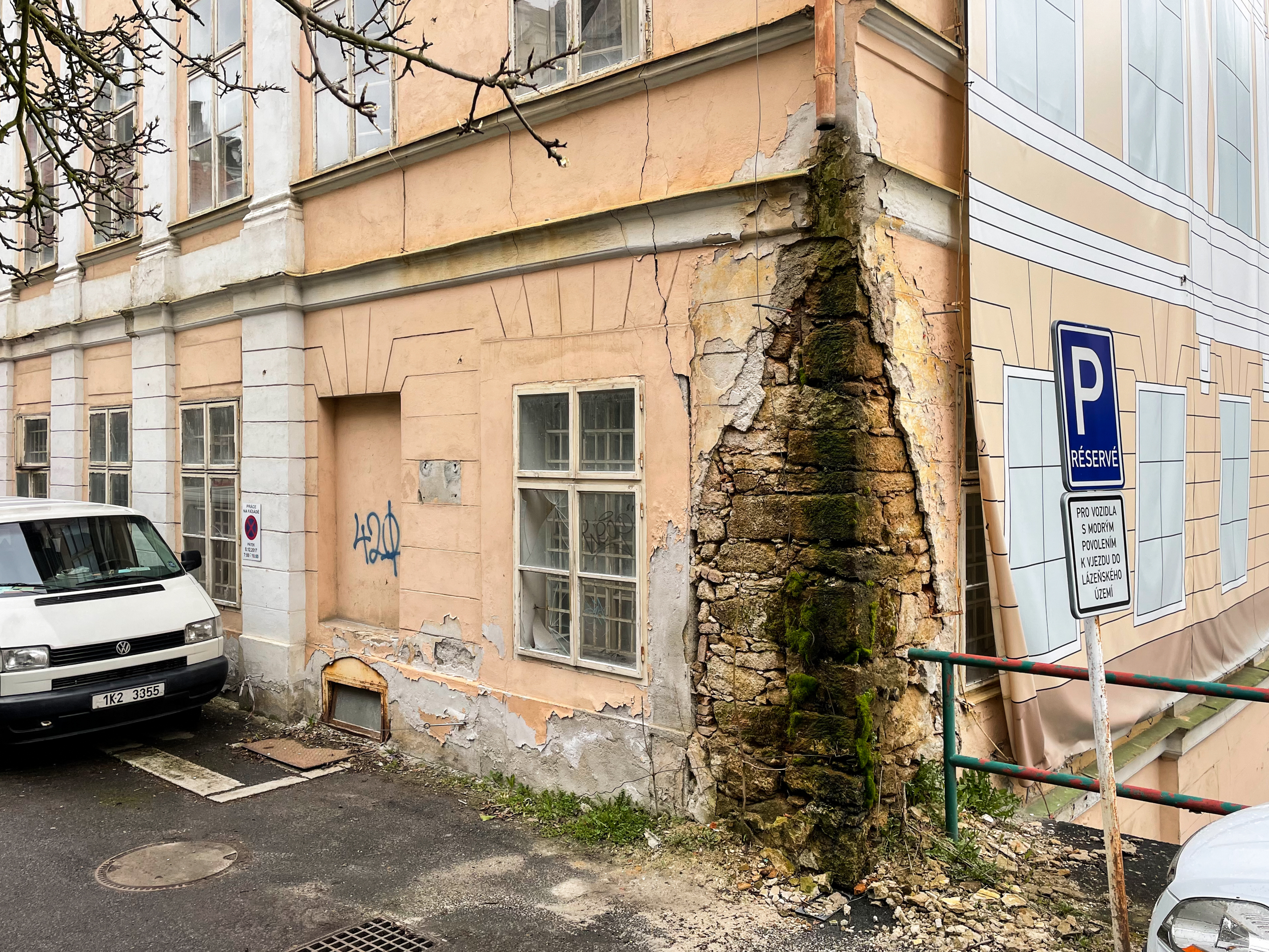
Jižní nároží
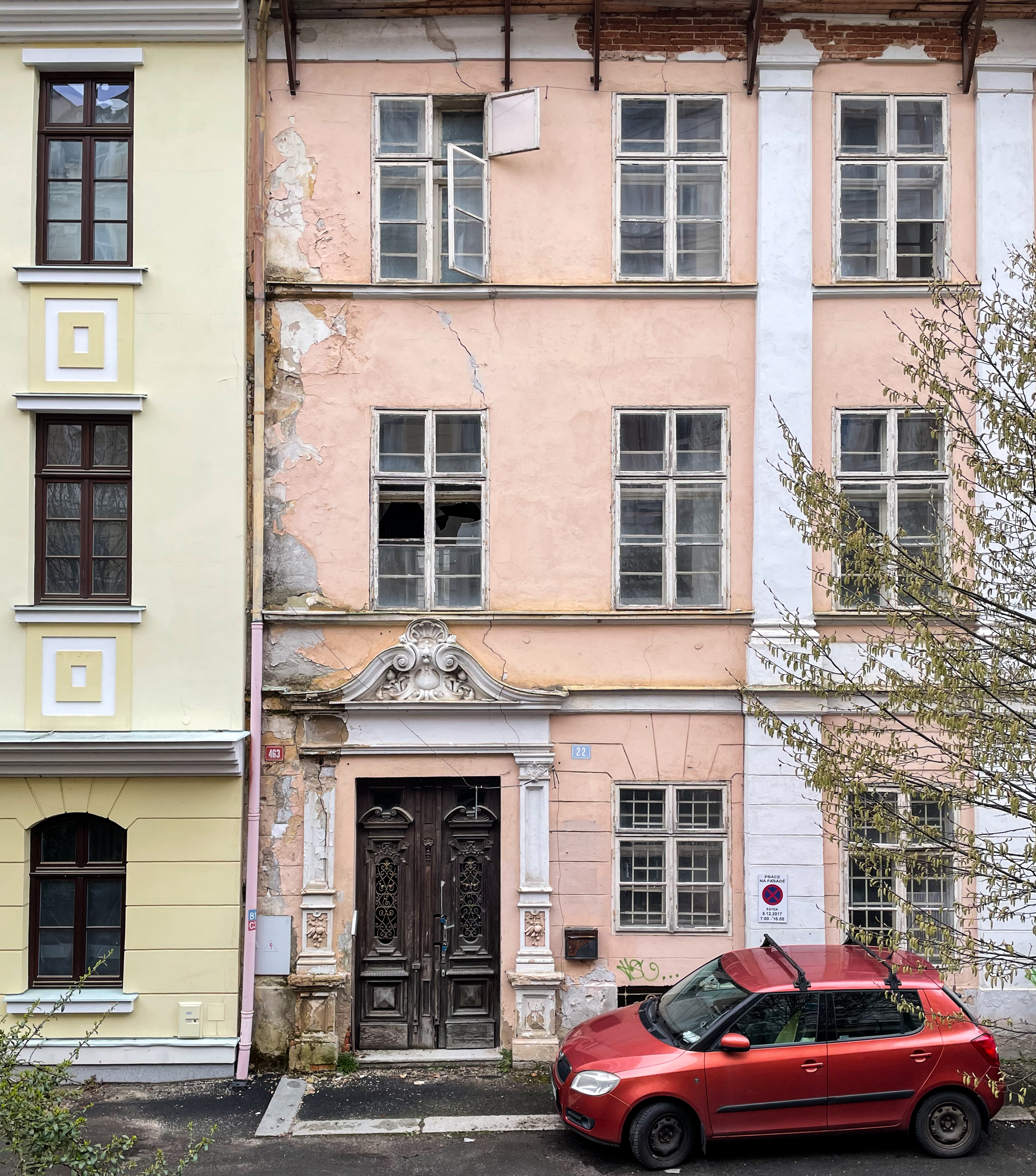
Část vstupního průčelí
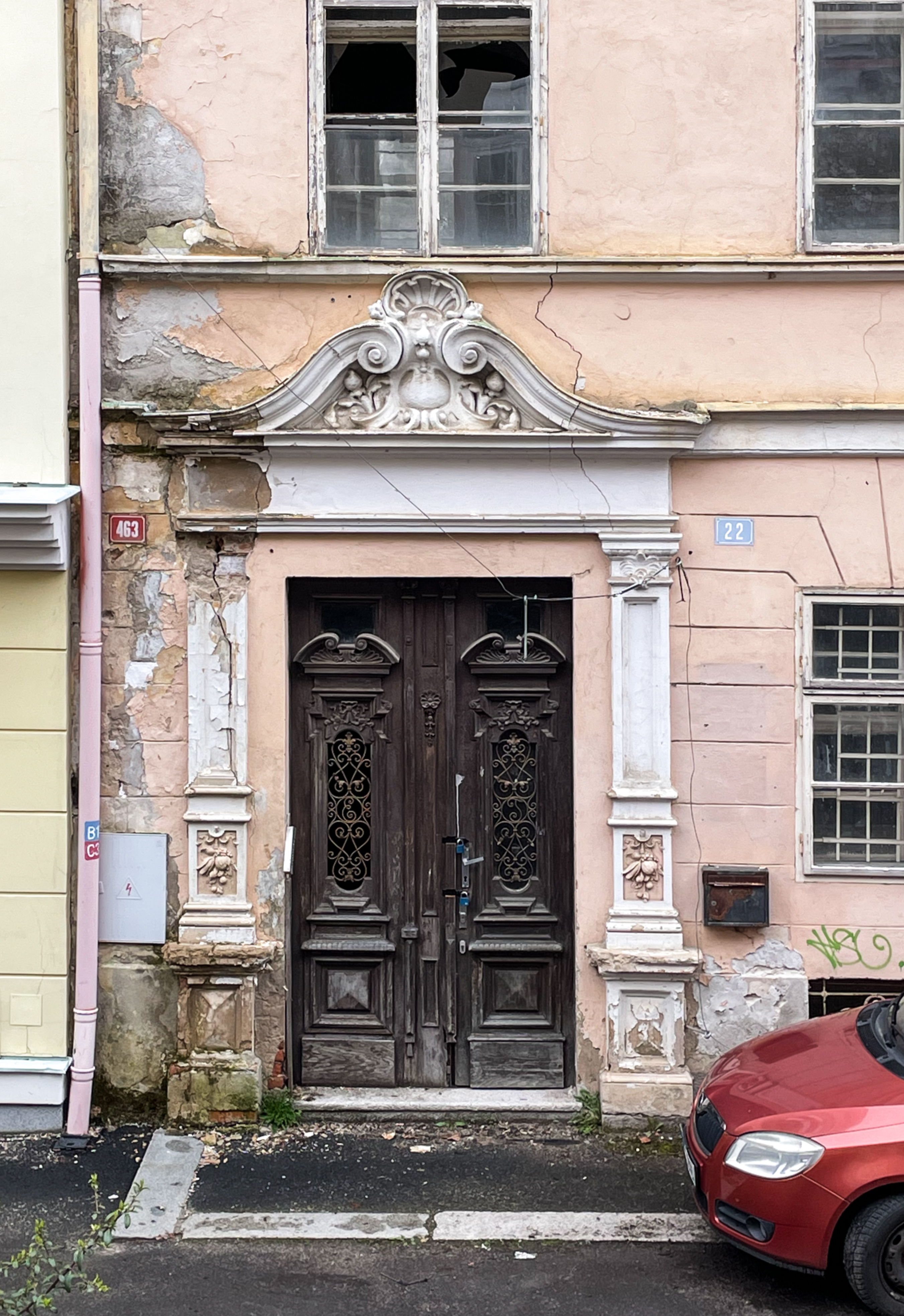
Vchod do domu
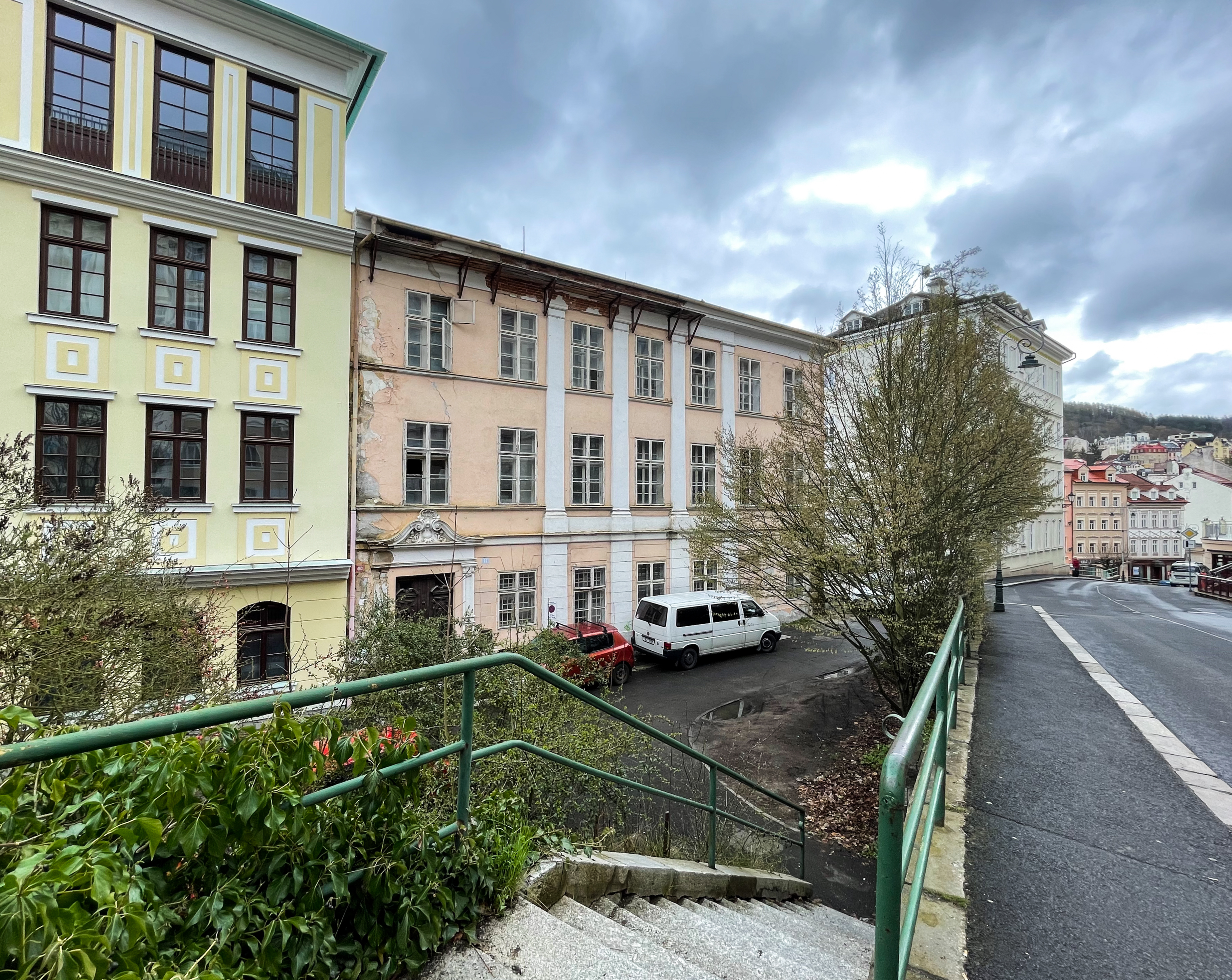
Podled od Zámeckého vrchu